# دوفر
دوفر (بالإنجليزية: Dover)‏ هي بلدة ساحلية تقع في جنوب شرق إنكلترا. يبلغ عدد سكانها حوالي 28,000 نسمة (2001) وتطل على بحر الشمال وبحر المانش. مدينة دوفر هي مقر مقاطعة كنت.
عرفت لدى الإدريسي باسم دُبْرَس حيث جاء في كتاب نزهة المشتاق ما نصه:

## توأمة
لدوفر اتفاقيات توأمة مع كل من:
- كاليه
- هوبر هايتس
- سبليت

## مشاهير
- ولدت المغنية جوس ستون في مدينة دوفر.

## اقرأ أيضاً
- جروف دوفر البيضاء
- حاجز دوفر
- مضيق دوفر